# Сент-Аман-Вальторе
Сент-Ама́н-Вальторе́ (фр. Saint-Amans-Valtoret, окс. Sant Amanç de Val Toret) — коммуна во Франции, находится в регионе Юг — Пиренеи. Департамент — Тарн. Входит в состав кантона Мазаме-2 Валле-дю-Торе. Округ коммуны — Кастр.
Код INSEE коммуны — 81239.

## География
Коммуна расположена приблизительно в 600 км к югу от Парижа, в 90 км восточнее Тулузы, в 60 км к юго-востоку от Альби.
На юге коммуны протекает река Торе, а на севере — река Арн.

## Климат
Климат умеренно-океанический. Зима мягкая и дождливая, лето жаркое с частыми грозами. Ветры довольно редки.

## История
В 1928 году от коммуны Сент-Аман-Вальторе была отделена коммуна Бу-дю-Пон-де-Ларн.

## Население
Население коммуны на 2010 год составляло 940 человек.
| 1962 | 1968 | 1975 | 1982 | 1990 | 1999 | 2010 |
| ---- | ---- | ---- | ---- | ---- | ---- | ---- |
| 1263 | 1214 | 1020 | 920  | 985  | 978  | 940  |

## Администрация
| Период | Период | Фамилия        | Партия | Примечания |
| ------ | ------ | -------------- | ------ | ---------- |
| 2001   | 2014   | Брижит Саракко |        |            |
| 2014   | 2020   | Даниэль Пень   |        |            |

## Экономика
В 2007 году среди 553 человек в трудоспособном возрасте (15—64 лет) 376 были экономически активными, 177 — неактивными (показатель активности — 68,0 %, в 1999 году было 66,8 %). Из 376 активных работали 342 человека (192 мужчины и 150 женщин), безработных было 34 (14 мужчин и 20 женщин). Среди 177 неактивных 43 человека были учениками или студентами, 84 — пенсионерами, 50 были неактивными по другим причинам.

## Достопримечательности
- Замок Сент-Аман-Вальторе (XVII век). Исторический памятник с 1960 года.[4]

## Фотогалерея

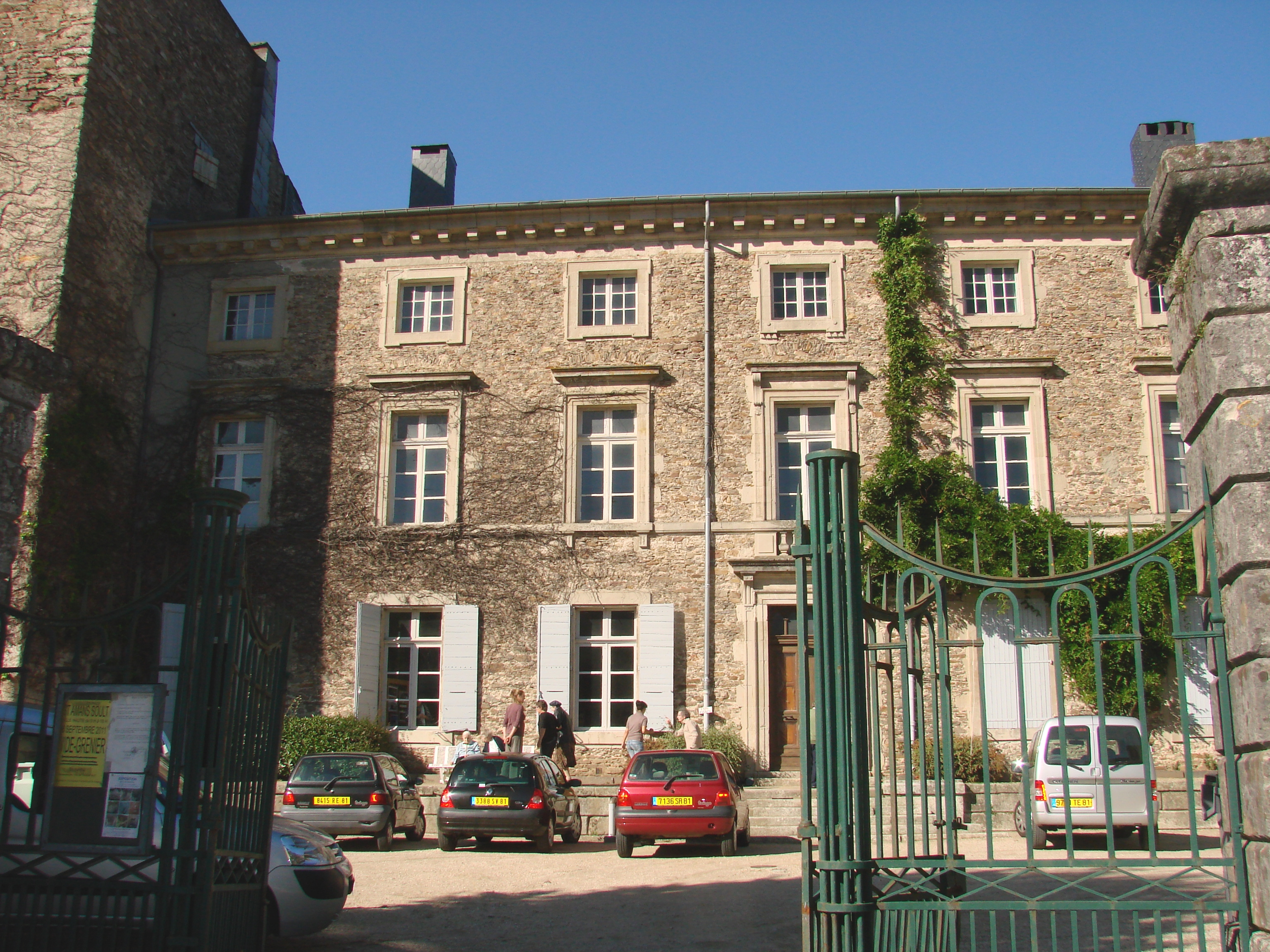
Замок Сент-Аман-Вальторе
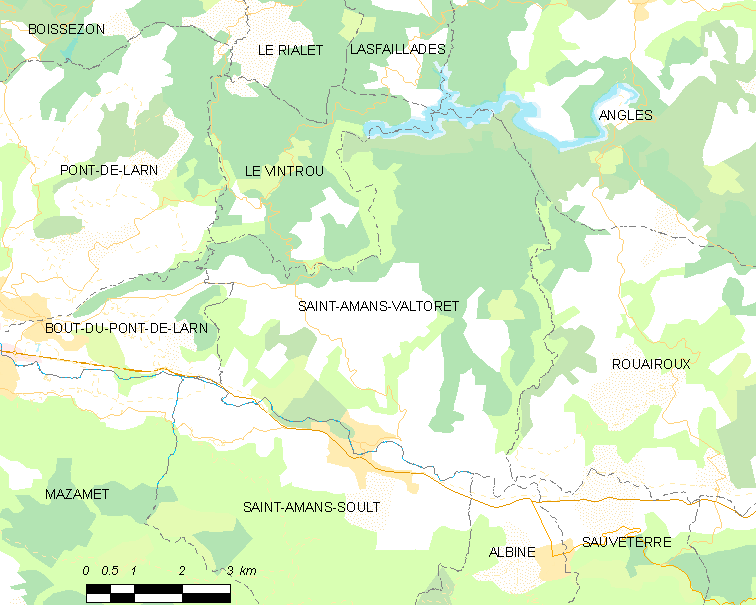
Карта коммуны